# Antoine d'Agata
Antoine d'Agata (Marsiglia, 19 novembre 1961) è un fotografo francese.

## Biografia
Nasce da genitori siciliani. La famiglia paterna esercita il mestiere di macellai, quella materna di pescivendoli.
Dall'età di 17 anni Antoine d'Agata si interessa ai movimenti punk e anarchici marsigliesi. Poco dopo inizia a frequentare case di tolleranza e a drogarsi regolarmente.
Nel 1981 perde l'uso dell'occhio sinistro dopo essere stato colpito da una granata lacrimogena della polizia, nel corso di scontri con membri del movimento neofascista PFN.
Nel 1983 lascia la Francia e inizia a viaggiare. Nel 1990 a New York studia fotografia presso l'International Center of Photography, dove frequenta i corsi di Larry Clark e di Nan Goldin. In seguito lavora come reporter e alla divisione editoriale di Magnum Photos.
Tornato in Francia nel 1993, d'Agata decide di interrompere la sua attività di fotografo per quattro anni. Nel 1998 pubblica le sue prime opere De Mala Muerte e Mala Noche e, un anno dopo, Galerie Vu comincia a distribuire le sue fotografie. Nel 2001 pubblica Hometown e vince il premio Niépce per i giovani fotografi. Continua a pubblicare con regolarità: nel 2003 Vortex e Insomnia accompagnano la sua mostra "1001 Nuits". Nel 2004 pubblica Stigma e nel 2005 Manifeste.
Nel 2004 entra nell'agenzia Magnum Photos e realizza il suo primo film, un cortometraggio intitolato Le Ventre du Monde (il ventre del mondo); nel 2006 gira in Giappone il lungometraggio Aka Ana.
Nel 2008 Aka Ana vince il grand prix al festival cinematografico internazionale Entrevues di Belfort.
Opere di d'Agata sono esposte al festival Rencontres d'Arles nel 2009, nell'ambito della mostra "Ça me touche" che raggruppa artisti invitati da Nan Goldin.
Nel 2013 è responsabile del progetto  "Marsiglia vista da 1000 fotografi di tutto il mondo" presso la biblioteca dipartimentale di Bouches-du-Rhône.
Da molti anni lavora presso studi, impartisce corsi di fotografia e partecipa a iniziative in tutto il mondo. Non ha un luogo di residenza fisso.
Antoine d'Agata è padre di quattro figlie nate tra il 1994 e il 2007.

## Cinema
Antoine d'Agata ha girato quattro film: El cielo del muerto (2005), Aka Ana (2008), Atlas (2013), White Noise (2019).
Nel 2007 è stato presentato a Cannes Un homme perdu, di Danielle Arbid, un film nel quale Melvil Poupaud interpreta il ruolo di un fotografo molto ispirato alla vita di D'Agata.
Nel 2010 è uscito L'Homme qui voulait vivre sa vie, film di Éric Lartigau in cui Romain Duris interpreta un fotografo. Le fotografie mostrate nel film sono di Antoine d'Agata.
Atlas è stato incluso nella selezione principale del festival CPH:DOX 2013 di Copenaghen e presentato in concorso nella sezione CinemaXXI al Festival internazionale del film di Roma 2013.

## Opera

### Temi
I temi affrontati da Antoine d'Agata sono la notte, il vagabondaggio, la prostituzione, il sesso, il corpo, le esperienze alternative. Attraverso la fotografia cerca di indagare con un atteggiamento personale ambiti fisici ed emotivi traumatici in uno stile frammentario e brutale.
I suoi scatti si basano su incontri casuali: non definisce quasi mai il soggetto delle fotografie in anticipo. D'Agata è guidato dal suo inconscio e dalle sue ossessioni: l'oscurità, la paura, l'atto sessuale, di solito in quanto legato alla vita.

### Attrezzatura
Antoine d'Agata usa una Leica piccolo formato, adatta per dimensioni al tipo di situazioni che fotografa abitualmente. Si serve anche di una Polaroid e di apparecchi usa e getta. Lavora in analogico e digitale, bianco e nero e colore. Talvolta le sue fotografie vengono scattate dalle prostitute con cui è solito intrattenersi.

### Antoine d'Agata e il «documentario»
Antoine d'Agata dichiara di parlare solo di se stesso e della sua vita tramite le sue istantanee. Alla domanda su quale segno vorrebbe lasciare nella storia della fotografia risponde:
Antoine d'Agata è anche regista di film. Alla domanda sul rapporto che intercorre tra i suoi lavori video, il cinema di finzione e il documentario, risponde:

## Premi
- 1994 : primo premio al Festival des jeunes Créateur, Parigi
- 1996 : Premio Voies Off
- 1999 : Borsa Villa Médicis Hors les murs, Francia
- 1999 : Priemio Forscher Fellowship, Stati Uniti d'America
- 2001 : Prix Niépce Gens d'images, Parigi
- 2004 : Premio del Festival internazionale di fotografia, Higashikawa, Giappone
- 2008 : Grand Premio del documentario, Festival Entrevues di Belfort
- 2011 : Grand Prix Internationale del 4º festival Rencontres photographiques di Créteil